# 片喰 (紋)
紋としての片喰は、片喰紋（かたばみもん）と呼ばれ、カタバミ科カタバミ属の多年草であるカタバミを図案化した日本の家紋である。

カタバミは雑草ではあるが、踏まれてもなかなか枯れない生命力を表すとして縁起が良いために家紋として用いられた。

## 歴史
片喰紋を使用している家が見聞諸家紋に記載してあり、肥田、中沢、多賀、赤田、平尾などであるという。